# Дифосфид кадмия
Дифосфид кадмия — бинарное неорганическое соединение
кадмия и фосфора с формулой CdP2,
оранжевые или красные кристаллы.

## Получение
- Нагревание металлического кадмия в пара́х фосфора:

{\displaystyle {\mathsf {Cd+2P\ {\xrightarrow {T}}\ CdP_{2}}}}

## Физические свойства
Дифосфид кадмия образует оранжевые или красные кристаллы
тетрагональной сингонии,
пространственная группа P 42212,
параметры ячейки a = 0,529 нм, c = 1,974 нм, Z = 8.